# حفل توزيع جوائز الأوسكار التاسع
حفل توزيع جوائز الأوسكار التاسع (بالإنجليزية: 9th Academy Awards)‏ هو حدث نظمته أكاديمية فنون وعلوم الصور المتحركة لتكريم أفضل الأفلام لسنة 1936. أقيم الحفل بتاريخ 4، مارس 1937 في فندق بيلتمور، لوس أنجلوس، كاليفورنيا، وقدّمه جورج جسل. في هذه الدورة، فاز فيلم زيجفيلد العظيم بجائزة أفضل فيلم، وحاز الممثّل بول ميوني على جائزة أفضل ممثّل، ونالت الممثلة لويز رينر جائزة أفضل ممثّلةٍ، وكانت جائزة الأوسكار لأفضل مخرج من نصيب المخرج فرانك كابرا.
أكثر الأفلام ترشيحاً للحصول على جوائز كان فيلم أنتوني السيء، وفيلم دودسورث، وفيلم زيجفيلد العظيم حيث تلقّى كلُّ منهم 7 ترشيحاتٍ، بينما أكثرها فوزاً كان فيلم أنتوني السيء حيث فاز بـ 4 جوائز.

## الجوائز
- جائزة أفضل فيلم:

زيجفيلد العظيم
- جائزة أفضل مخرج:

فرانك كابرا
- جائزة أفضل ممثّل:

بول ميوني
- جائزة أفضل ممثّلة:

لويز رينر
- جائزة أفضل ممثّل مساعد:

والتر برينان
- جائزة أفضل ممثّلة مساعدة:

غيل سوندرغارد
- جائزة أفضل سيناريو مقتبس:

قصة لويس باستور
- جائزة أفضل موسيقى تصويريّة:

أنتوني السيء - وارنر برذرز
- جائزة أفضل تأثيرات بصريّة:

لم تُنشأ الجائزة حينها
- جائزة أفضل خلط أصوات:

سان فرانسيسكو - مترو غولدوين ماير

## وصلات خارجية
- حفل توزيع جوائز الأوسكار التاسع على موقع IMDb (الإنجليزية)
- حفل توزيع جوائز الأوسكار التاسع على موقع ميوزك برينز (الإنجليزية)
- الموقع الرسمي لجوائز الأكاديمية.
- الموقع الرسمي لأكاديمية فنون وعلوم الصور المتحركة.
- قناة جوائز الأوسكار على موقع يوتيوب (تُديره أكاديمية فنون وعلوم الصور المتحركة).
- مقتطفات فيديو من أكاديمية فنون وعلوم الصور المتحركة.